# インバスケット
インバスケットとは、架空の人物になりきり、制限時間の中でより多くの案件を高い精度で正しく処理することを目標とするバーチャル・ビジネス・ゲームのことである。
インバスケット（未処理箱）に入っている案件を処理していくことが求められるゲームなので、「インバスケット」という名前がついたと言われている。
インバスケットのルーツは、1950年代にアメリカ空軍の教育機関で、訓練の結果測定のために開発されたものだと言われている。
その後、一流企業などで管理者、リーダーの教育ツールとして活用されるようになる。近年では、官公庁や中小企業でも、教育・研修ツールとしても使われている。
実施方式としては、条件・環境設定と案件が書かれた書類が受験者に渡され、受験者が制限時間内に案件処理を行う（処理の内容を回答用紙に書く）というものがほとんどである。自由回答式が主流であり、絶対的な正解がないというのもインバスケットの特徴である。
絶対的な正解がなく、問題によって様々な要素を測定できる。また、繰り返すことで総合的なスキルアップが図れる等の理由から、有効かつ幅広い可能性を持ったトレーニングツールとして、各方面で活用されている。